# Campeonato Catarinense de Futsal de 2019
O Campeonato Catarinense de Futsal de 2019 foi a 60ª edição da principal competição da modalidade no estado, sua organização é de competência da Federação Catarinense de Futebol de Salão.

## Regulamento

### Primeira fase
Os 8 clubes jogaram entre si em turno em chave única, classificando os 6 melhores para a 2ª e 3ª fase.
Critérios de Desempate
1. Índice técnico na fase (aproveitamento de pontos - maior quociente da divisão do número de pontos ganhos pelo número de jogos)
2. Gol average (maior quociente da divisão do número de gols marcados pelo número de gols sofridos).
3. Maior média de gols assinalados na fase (número dos gols assinalados dividido pelo número de jogos realizados).
4. Menor média de gols sofridos na fase (número de gols sofridos divididos pelo número de jogos realizados).
5. Maior saldo de gols na fase (diferença entre gols assinalados e os gols sofridos).
6. Sorteio

### Segunda fase (playoffs)
Apuradas as 6 equipes da 1ª fase classificatória, os 2 primeiros colocados foram direto para a 3ª fase. Do 3º ao 6º colocados da 1ª fase classificatória, foram alocados em duas novas chaves, com 2 equipes em cada chave que jogaram em jogos de ida e volta.

### Terceira fase (semifinais)
As duas primeiras colocadas da 1ª fase classificatória, se juntarão as 2 equipes classificadas da 2ª fase, sendo que as equipes desta 2ª fase ocuparam a ordem de classificação de 3º a 6º lugar. Assim, foram alocadas em duas novas chaves, com 2 equipes em cada chave que jogaram em jogos de ida e volta.

### Fase final (final)
Apuradas as 2 equipes classificadas da 3ª fase, as mesmas foram alocadas em uma nova chave, com 2 equipes que jogaram em jogos de ida e volta.

## Confrontos
|               | BLU | CON | JAR | JOI | JOA | SFR | SLO | TUB |
| ------------- | --- | --- | --- | --- | --- | --- | --- | --- |
| Blumenau      | —   | 3–1 | 0–1 | 2–5 | 2–5 | 5–1 | 6–2 | 3–3 |
| Concórdia     | 2–2 | —   | 1–9 | 0–4 | 0–1 | 0–0 | 1–5 | 1–2 |
| Jaraguá       | 1–4 | 3–1 | —   | 2–4 | 3–3 | 3–5 | 6–0 | 2–1 |
| Joinville     | 1–3 | 7–2 | 5–1 | —   | 2–3 | 3–1 | 5–2 | 1–1 |
| Joaçaba       | 3–3 | 3–1 | 4–3 | 2–2 | —   | 6–2 | 2–1 | 4–1 |
| São Francisco | 2–3 | 4–0 | 2–4 | 2–0 | 1–0 | —   | 3–2 | 1–0 |
| São Lourenço  | 4–4 | 6–5 | 4–5 | 3–7 | 7–6 | 2–4 | —   | 7–5 |
| Tubarão       | 3–1 | 4–1 | 3–2 | 3–0 | 3–0 | 1–0 | 8–7 | —   |

| Vitória do mandante | Vitória do visitante | Empate |

## Fase final
|  | Playoffs | Playoffs      | Playoffs |  |  | Semifinais | Semifinais    | Semifinais |  |  | Final | Final     | Final |
|  |          |               |          |  |  |            |               |            |  |  |       |           |       |
|  |          |               |          |  |  | 1º         | Joaçaba       | 5          |  |  |       |           |       |
|  | 4º       | São Francisco | 7        |  |  |            | São Francisco | 4          |  |  |       |           |       |
|  | 5º       | Jaraguá       | 6        |  |  |            |               |            |  |  |       | Joaçaba   | 3     |
|  |          |               |          |  |  |            |               |            |  |  |       | Joinville | 2     |
|  |          |               |          |  |  | 2º         | Tubarão       | 1          |  |  |       |           |       |
|  | 3º       | Joinville     | 9        |  |  |            | Joinville     | 5          |  |  |       |           |       |
|  | 6º       | Blumenau      | 7        |  |  |            |               |            |  |  |       |           |       |

  * Placares agregados  

## Premiação
| Campeonato Catarinense de Futsal de 2019 |
| ---------------------------------------- |
|                                          |
| Joaçaba Campeão (2º título)              |